# Els Omells de na Gaia
Els Omells de na Gaia là một đô thị trong tỉnh Lleida, cộng đồng tự trị Cataluña Tây Ban Nha. Đô thị Els Omells de na Gaia có diện tích là 13,5 ki-lô-mét vuông, dân số năm 2009 là 144 người với mật độ 10,67 người/km². Đô thị Els Omells de na Gaia có cự ly km so với tỉnh lỵ Lleida.